# منظومة وطن
وطن منظمة مجتمع مدني رائدة ملتزمة بإحیاء المجتمعات ومساعدة المتضررین من الأزمات والكوارث والصراعات، وطن منظمة مستقلة، غیر سیاسیة وغیر منحازة تعمل وفق منھج شامل عبر برامج متكاملة لمعالجة القضایا الإنسانیة الطارئة، وإحیاء المجتمعات بشكل مستدام.
كما تؤمن بدور المجتمع المدني في مختلف مراحل التدخل، لذلك تعمل على الاستثمار في دعم وتطوير المجتمع المدني في مناطق الوصول، وتعمل على دمج وإنشاء منصات تنسیقیة لتحقیق التكامل وتعظیم الأثرعلى المجتمعات المختلفة.

## التأسيس
تأسست وطن رسمياً في تركيا عام 2012 بناءً على عمل تطوعي واسع النطاق في مجال تنمية المجتمع يعود إلى عام 2006.

## مهامها
تضع وطن في أولويات مهامها تطوير مجتمع متعلم ليتكاتف بكافة فئاته في دعم وتطوير أفراده وتحسين حياتهم بشكل مستدام دون أي تحيز لجنس أو عرق أو معتقد. و تقدم  برامج مدروسة على أسس علمية يتم التركيز من خلالها على مشاريع مبتكرة في قطاعات التعليم والتمكين الاقتصادي والمناصرة للقضايا المدنية من أجل بناء السلام وإعادة الحياة الطبيعية للمجتمع وتقوية روابطه الاجتماعية بعد انتهاء الصراع.
- نفذت منظومة وطن العديد من مشاريع الإغاثية والتنموية في أغلب المناطق السورية المتضررة من الكارثة الإنسانية الممتدة منذ عام 2011
- تمكنت منظومة وطن منذ انطلاقتها من تقديم أكثر من 13 مليون مستفيد حتى نهاية عام 2019 عبر مشاريع برامجها المختلفة
- الأمن الغذائي وسبل العيش – دعم المجتمع المدني – مياه وأصحاح – التعليم – الصحة – الحماية – التمكين الاقتصادي – المأوى والمواد غير الغذائية، وتعمل وطن في الوقت الحالي في كل من سوريا وتركيا، وتسعى إلى تلبية الاستجابة الطارئة، وإحياء المجتمع المستدام، لإحداث تغيير حقيقي وإيجابي للملايين من اللاجئين والنازحين السوريين.

## أماكن عملها
تتوزع مكاتب وطن بالوقت الحالي بسورية في ريف حلب و مدينة إدلب وريفها وتتوزع مكاتبها بتركيا في غازيعينتاب - إسطنبول - أنقرة – أنطاكية
وطن مسجلة منظمة غير ربحية في كل من:المملكة المتحدة، الولايات المتحدة الأمريكية، وتركيا

## المؤسس
معاذ السباعى من مؤسسي ورئيس منظومة وطن وهي منظومة مجتمع مدني تأسست كمظلة ينضوي تحتها ثماني مؤسسات تعمل في مجالات نهضوية متعددة تهدف جميعها إلى النهوض بالمجتمع السوري وخدمته بطريقة مؤسساتية احترافية وفي عام 2017 في المؤتمر السنوي الخامس لمنظومة وطن تم إعلان دمج جميع المؤسسات لتتحول إلى ثمانية برامج متخصصة وهي (الأمن الغذائي وسبل العيش – دعم المجتمع المدني – مياه وأصحاح – التعليم – الصحة – الحماية – التمكين الاقتصادي – المأوى والمواد غير الغذائية) تدار جميعها بطريقة إحترافية تحت اسم منظومة وطن ضمن خطة المنظومة للتوسع والتحول إلى منظمة عالمية تعمل وفق منھج شامل عبر برامج متكاملة لمعالجة القضایا الإنسانیة الطارئة، وإحیاء المجتمعات بشكل مستدام.